# Festival de Cannes 2022
Le Festival de Cannes 2022, 75e édition, se déroule du 17 au 28 mai 2022 au Palais des festivals, à Cannes. Le président du jury est l'acteur français Vincent Lindon et la maîtresse de cérémonie est Virginie Efira.

## Déroulement

### Préparation
Après avoir annoncé sa programmation du 10 au 21 mai 2022 à la fin de la cérémonie de clôture de l'édition précédente le 17 juillet 2021, le comité d'organisation du Festival de Cannes rectifie, le 19 juillet 2021 sur son compte Twitter, les dates données par erreur et annonce officiellement la programmation de la 75e édition qui se tiendra du 17 au 28 mai 2022.

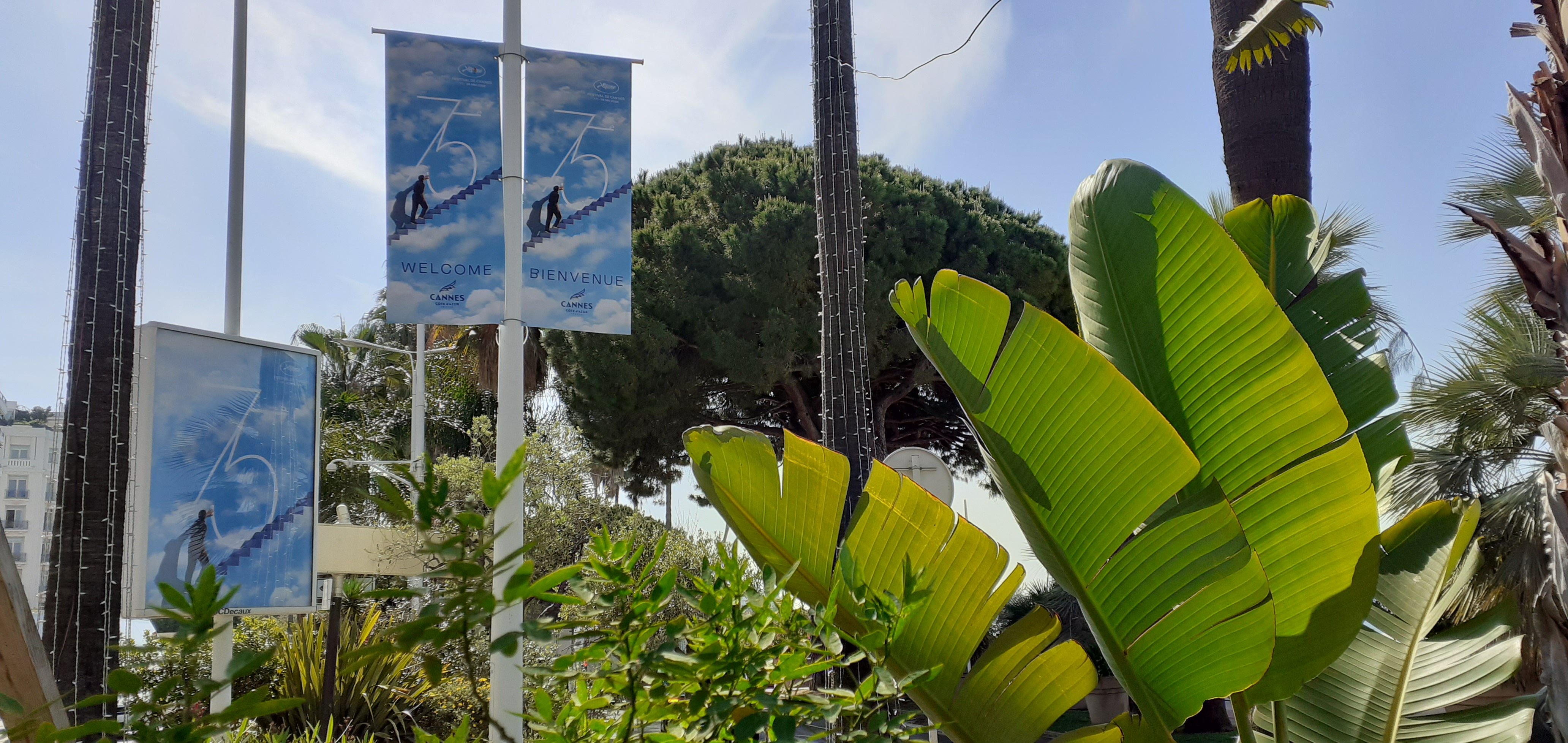
Le boulevard de la Croisette orné des affiches officielles du 75e Festival de Cannes.

Après l'année blanche de 2020 et le décalage à l'été 2021 de l'édition précédente en raison de la pandémie de Covid-19, cette 75e édition retrouve ses dates traditionnelles au printemps.
La date limite pour l'inscription des films est le 15 février 2022 pour les films d'école de Sélection La Cinef, le 2 mars pour les courts métrages et jusqu'au 11 mars pour les longs métrages.
Le 1er mars 2022, l'équipe du Festival annonce qu'en raison de l'actuel conflit en Ukraine, aucune délégation russe ni la moindre instance liée au gouvernement russe ne sera accueillie cette année au Festival, en signe de soutien à l'Ukraine.
Le 11 mars 2022, l'affiche de la 30ème édition de l'ACID est dévoilée.
Le 15 mars 2022, un premier film pour la section « hors compétition » est dévoilé. Il s'agit de Top Gun: Maverick de Joseph Kosinski.

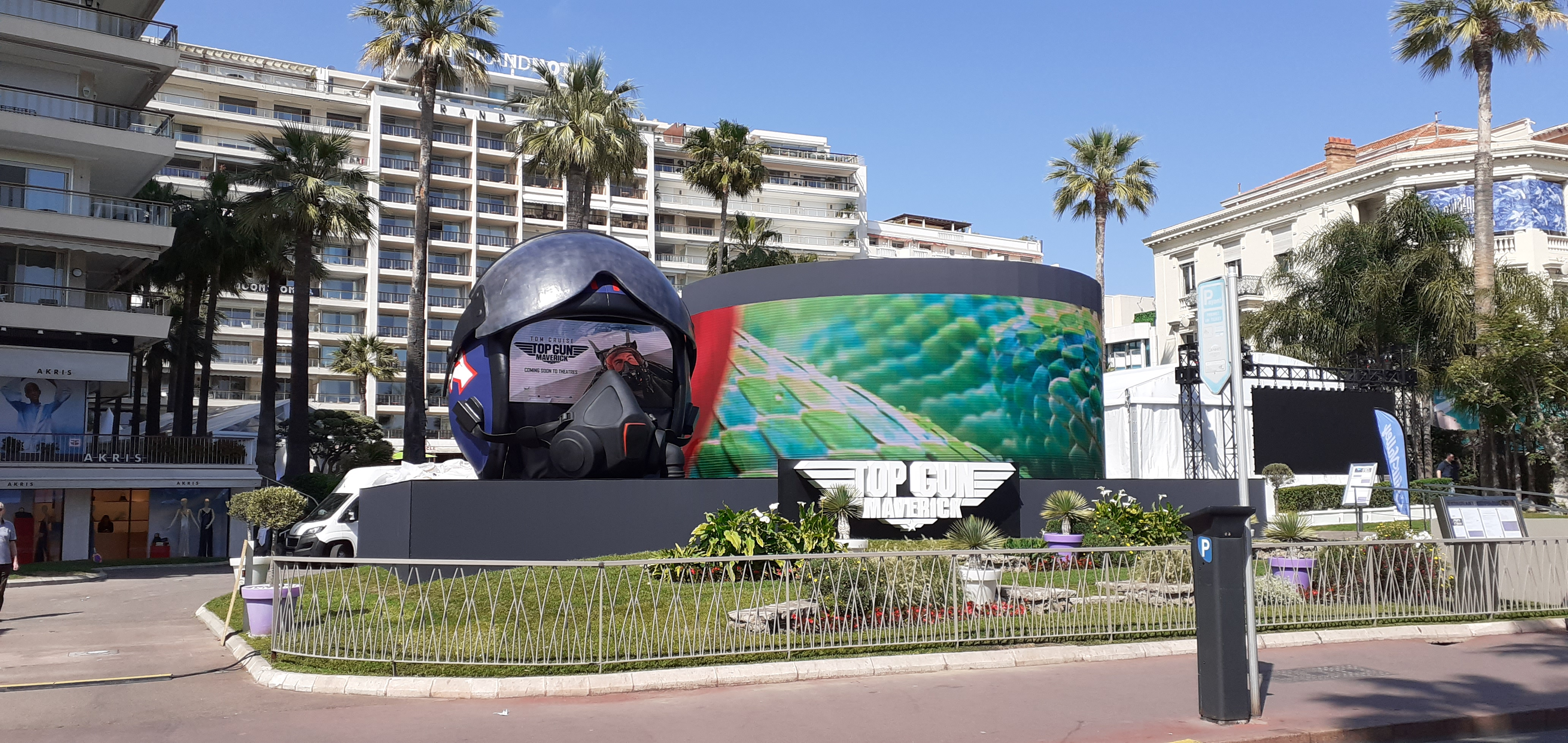
Animations sur l'esplanade du Grand Hôtel (ici sur le film Top Gun: Maverick).

Le 16 mars 2022, un deuxième film est annoncé en avant-première : Elvis de Baz Luhrmann, un biopic d’Elvis Presley.
Le 17 mars 2022, il est annoncé que Virginie Efira sera la maîtresse de cérémonie d’ouverture et de clôture et que la sélection officielle sera annoncée le 14 avril 2022.
Le 30 mars 2022, l'affiche de la Semaine de la critique est dévoilée.
Le 1er avril 2022, le Festival confirme la présence de Top Gun: Maverick dans la sélection officielle. Un hommage aura lieu le 18 mai 2022 en présence de Tom Cruise.
Le 7 avril 2022, l'affiche de la Quinzaine des réalisateurs est dévoilée.
Le 14 avril 2022, la sélection officielle est dévoilée. 18 films sont sélectionnés en compétition officielle dont 4 des réalisateurs ont déjà eu la Palme d'or : Jean-Pierre et Luc Dardenne (2 Palmes), Hirokazu Kore-eda, Cristian Mungiu et Ruben Östlund.
Le 15 avril 2022, le film d'ouverture de la Quinzaine des réalisateurs est dévoilée. Il s'agit du film L'Envol de Pietro Marcello.
Le 18 avril 2022, le jury de la Semaine de la critique est dévoilé. Il sera présidé par la réalisatrice tunisienne Kaouther Ben Hania.
Le 19 avril 2022, la sélection de la Quinzaine des réalisateurs est dévoilée. Le même jour, il est annoncé que la réalisatrice américaine Kelly Reichardt, déjà sélectionnée en compétition officielle pour Showing Up, recevra le Carrosse d'or.
Le même jour l'affiche de la 75e édition est dévoilée. Qualifiée de très belle, magnifique, poétique, sublime et minimaliste par la presse unanime, elle représente, au travers de l'image de Jim Carrey frôlant du bout des doigts l'immense graphisme stylisé du chiffre 75, pour 75e festival de Cannes, en gravissant sur un fond nuageux de ciel bleu, les marches du film The Truman Show (1998), de Peter Weir (le film fait aussi l'ouverture des séances du Cinéma de la plage), « des marches qui cheminent vers la révélation. Une célébration poétique de l’insaisissable et de la liberté. Une ascension pour surplomber le passé et s’avancer vers la promesse d’un renouveau » ainsi que la présente le Comité sur son site en rappelant : « Comme en 1939 puis en 1946, Cannes réaffirme sa conviction que l’art et le cinéma sont des lieux de réflexion et contribuent à la réinvention du monde. Et n’oublie rien de son engagement fondateur décrit dans l’article premier de son règlement: le Festival international du film a pour objet, dans un esprit d’amitié et de coopération universelle de révéler et de mettre en valeur des œuvres de qualité en vue de servir l’évolution de l'art cinématographique ».
Le 20 avril 2022, la sélection de la Semaine de la critique est dévoilée.
Le 21 avril 2022, les films Les Huit Montagnes de Felix Van Groeningen et Charlotte Vandermeersch, Un petit frère de Léonor Serraille et Tourment sur les Îles d'Albert Serra complètent la sélection officielle.
Le 26 avril 2022, le jury de la compétition est dévoilé. C'est l'acteur français Vincent Lindon qui en sera le président. Il fut lauréat du prix d'interprétation masculine en 2015 pour La Loi du marché. Son jury est composé des actrices Rebecca Hall, Deepika Padukone, Noomi Rapace et Jasmine Trinca ainsi que des réalisateurs Asghar Farhadi, Ladj Ly, Jeff Nichols et Joachim Trier. Plusieurs médias ont souligné que le jury a été dévoilé très tardivement par rapport aux années précédentes. Il est indiqué que la crise sanitaire a décalé plusieurs projets, empêchant les disponibilités des jurés envisagés. Quant à la présidence, les rumeurs évoquaient souvent Marion Cotillard et Penélope Cruz qui déclinèrent ; le nom d'Asghar Farhadi circula mais il est visé par une affaire de plagiat,.
Toujours le 26 avril, le film d'ouverture d'un Certain Regard est dévoilé. Il s'agit du film Tirailleurs de Mathieu Vadepied.
Le 27 avril 2022, il est annoncé que l'actrice et réalisatrice italienne Valeria Golino présidera le jury d'Un Certain Regard. Elle fut auparavant membre du jury en 2016 sous la présidence de George Miller. Le jury sera composé de Benjamin Biolay, Edgar Ramirez, Joanna Kulig et Debra Granik.
Le 28 avril 2022, il est annoncé que l'actrice espagnole Rossy de Palma présidera le jury de la Caméra d'or. Elle fut auparavant membre du jury en 2015 sous la présidence de Joel et Ethan Coen. Le jury sera composé de Natasza Chroscicki, Jean-Claude Larrieu, Éléonore Weber, Olivier Pelisson, Lucien Jean-Baptiste et Samuel Le Bihan. Le même jour, le jury des court-métrages et de la Cinéfondation est dévoilé. Il sera présidé par le réalisateur égyptien Yousry Nasrallah.
Le 5 mai 2022, il est annoncé que l'acteur américain Forest Whitaker recevra une Palme d'honneur pour l'ensemble de sa carrière. Il fut autrefois lauréat du prix d'interprétation masculine en 1988 pour son rôle dans Bird de Clint Eastwood.
Le 10 mai 2022, est dévoilé, ainsi que le titre le magazine Première, le « joli programme du Cinéma de la Plage ».

### Faits marquants

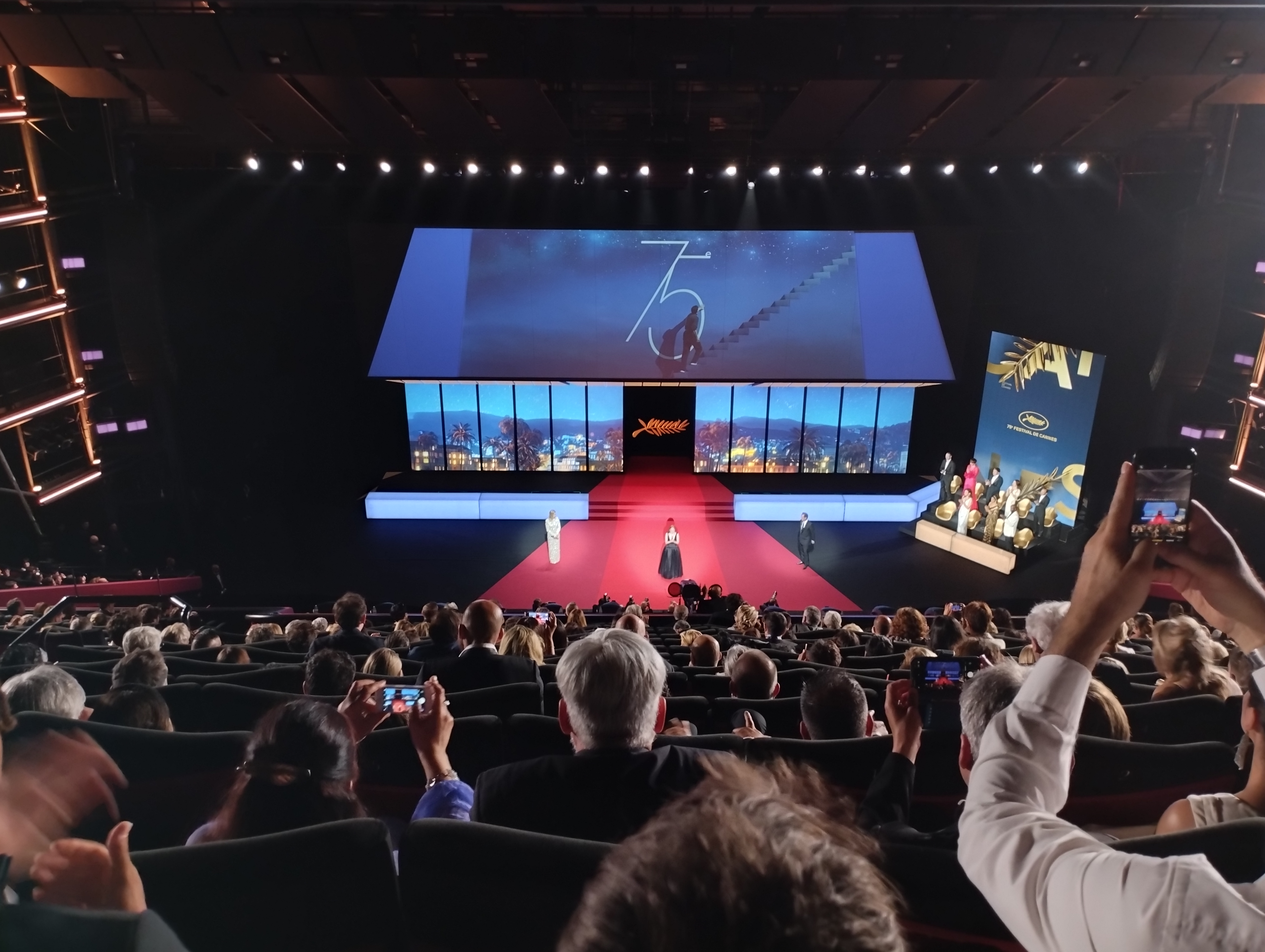
L'actrice Julianne Moore ouvrant le festival lors de la cérémonie inaugurale.

Le 10 décembre 2021, la presse annonce que Canal+, ne diffusera plus les cérémonies d’ouverture et de clôture du Festival après vingt-huit ans de collaboration. Ce sont les chaînes de France Télévisions, notamment Culturebox, et le média en ligne Brut qui en seront chargés.
Cette édition sera la dernière pour Pierre Lescure en poste depuis 2014. Il passera le relais de la présidence du Festival de Cannes à Iris Knobloch le 1er juillet 2022.
À la surprise générale, Volodymyr Zelensky apparaît, le 17 mai 2022, sur l'écran de l'auditorium Louis Lumière, pour une intervention de près de dix minutes depuis Kyiv, saluée par une longue ovation du public du Palais des festivals. Le président ukrainien invite le monde du cinéma à ne pas se taire face à la guerre en Ukraine et évoque Le Dictateur et le courage de Charlie Chaplin en affirmant : « Il nous faut un nouveau Chaplin qui prouvera que le cinéma n'est pas muet ». La tonalité « empreinte de sobriété, de dignité, d'émotion, de surprise, de justesse » de la cérémonie d'ouverture du Festival avait déjà été donnée par notamment le discours du président du jury Vincent Lindon rappelant la nécessité d'« utiliser le cinéma, cette arme d'émotion massive, pour réveiller les consciences et bousculer les indifférences ».
Le 18 mai 2022 lors de la montée des marches de l'équipe du film Top Gun: Maverick, le palais des festivals est survolé par les huit avions Alpha Jet E de la Patrouille de France. Ils enclenchent leurs pots à fumigènes tricolores lors de chacun de leurs deux passages à la verticale de Cannes.
Lors du Festival, Tom Cruise, Alice Rohrwacher, Javier Bardem, Mads Mikkelsen et Agnès Jaoui firent les masterclass.

## Jurys

### Longs métrages
| Nom | Nom                                | Qualité                                          | Nationalité            |
| --- | ---------------------------------- | ------------------------------------------------ | ---------------------- |
|     | Vincent Lindon (président du jury) | Acteur, réalisateur                              | France                 |
|     | Rebecca Hall                       | Actrice, productrice, scénariste et réalisatrice | Royaume-Uni États-Unis |
|     | Deepika Padukone                   | Actrice                                          | Inde                   |
|     | Noomi Rapace                       | Actrice                                          | Suède                  |
|     | Jasmine Trinca                     | Actrice et réalisatrice                          | Italie                 |
|     | Asghar Farhadi                     | Réalisateur, scénariste et producteur            | Iran                   |
|     | Ladj Ly                            | Réalisateur, scénariste, acteur et producteur    | France                 |
|     | Jeff Nichols                       | Réalisateur et scénariste                        | États-Unis             |
|     | Joachim Trier                      | Réalisateur et scénariste                        | Norvège                |

### Caméra d'or
| Nom                                 | Qualité                                    | Nationalité |
| ----------------------------------- | ------------------------------------------ | ----------- |
| Rossy de Palma (présidente du jury) | Actrice                                    | Espagne     |
| Natasza Chroscicki                  | Directrice générale de Arri France         | France      |
| Jean-Claude Larrieu                 | Directeur de la photographie               | France      |
| Éléonore Weber                      | Réalisatrice, metteuse en scène et auteure | France      |
| Olivier Pélisson                    | Journaliste et critique de cinéma          | France      |
| Lucien Jean-Baptiste                | Réalisateur, scénariste et acteur          | France      |
| Samuel Le Bihan                     | Acteur                                     | France      |

### Un certain regard
| Nom                                 | Qualité                                             | Nationalité |
| ----------------------------------- | --------------------------------------------------- | ----------- |
| Valeria Golino (présidente du jury) | Actrice, réalisatrice et productrice                | Italie      |
| Debra Granik                        | Réalisatrice                                        | États-Unis  |
| Joanna Kulig                        | Actrice                                             | Pologne     |
| Benjamin Biolay                     | Auteur-compositeur-interprète, acteur et producteur | France      |
| Édgar Ramírez                       | Acteur et producteur                                | Venezuela   |

### Cinéfondation et courts métrages
| Nom                                  | Qualité                    | Nationalité |
| ------------------------------------ | -------------------------- | ----------- |
| Yousry Nasrallah (président du jury) | Réalisateur et scénariste  | Égypte      |
| Monia Chokri                         | Actrice et réalisatrice    | Canada      |
| Félix Moati                          | Acteur et réalisateur      | France      |
| Jean-Claude Raspiengeas              | Journaliste et critique    | France      |
| Laura Wandel                         | Réalisatrice et scénariste | Belgique    |

### Semaine de la critique
| Nom                                     | Qualité                      | Nationalité  |
| --------------------------------------- | ---------------------------- | ------------ |
| Kaouther Ben Hania (présidente du jury) | Réalisatrice et scénariste   | Tunisie      |
| Benoît Debie                            | Directeur de la photographie | Belgique     |
| Benedikt Erlingsson                     | Réalisateur                  | Islande      |
| Huh Moon yung                           | Journaliste                  | Corée du Sud |
| Ariane Labed                            | Actrice                      | France Grèce |

### L’Œil d’or
| Nom                                    | Qualité                                                     | Nationalité |
| -------------------------------------- | ----------------------------------------------------------- | ----------- |
| Agnieszka Holland (présidente du jury) | Réalisatrice                                                | Pologne     |
| Iryna Tsilyk                           | Réalisatrice et auteure                                     | Ukraine     |
| Pierre Deladonchamps                   | Acteur                                                      | France      |
| Alex Vicente                           | Critique de cinéma                                          | Espagne     |
| Hicham Falah                           | Directeur général du Festival du Film Documentaire d'Agadir | Maroc       |

### Queer Palm
| Nom                                    | Qualité                           | Nationalité |
| -------------------------------------- | --------------------------------- | ----------- |
| Catherine Corsini (présidente du jury) | Réalisatrice et scénariste        | France      |
| Djanis Bouzyani                        | Acteur, réalisateur et scénariste | France      |
| Marilou Duponchel                      | Journaliste                       | France      |
| Stéphane Riethauser                    | Réalisateur                       | Suisse      |
| Paul Struthers                         | Producteur                        | Australie   |

## Sélections

### Sélection officielle

#### Compétition
| Titre                                                                            | Réalisation                                   | Scénario                                                | Distribution                                                           | Pays         |
| -------------------------------------------------------------------------------- | --------------------------------------------- | ------------------------------------------------------- | ---------------------------------------------------------------------- | ------------ |
| Les Nuits de Mashhad (Holy Spider)                                               | Ali Abbasi                                    | Ali Abbasi et Afshin Kamran Bahrami                     | Zar Amir Ebrahimi, Mehdi Bajestani                                     | Danemark     |
| Les Amandiers (En compétition pour la Queer Palm)                                | Valeria Bruni Tedeschi                        | Valeria Bruni Tedeschi, Noémie Lvovsky et Agnès de Sacy | Louis Garrel, Micha Lescot, Nadia Tereszkiewicz                        | France       |
| Les Crimes du futur (Crimes of the Future)                                       | David Cronenberg                              | David Cronenberg                                        | Viggo Mortensen, Léa Seydoux, Kristen Stewart, Scott Speedman          | Canada       |
| Tori et Lokita                                                                   | Jean-Pierre et Luc Dardenne                   | Jean-Pierre et Luc Dardenne                             | Pablo Schils, Joely Mbundu, Claire Bodson                              | Belgique     |
| Stars at Noon                                                                    | Claire Denis                                  | Claire Denis, Andrew Litvack et Léa Mysius              | Margaret Qualley, Joe Alwyn, Danny Ramirez                             | France       |
| Frère et Sœur                                                                    | Arnaud Desplechin                             | Arnaud Desplechin                                       | Marion Cotillard, Melvil Poupaud, Golshifteh Farahani, Patrick Timsit  | France       |
| Close (En compétition pour la Queer Palm)                                        | Lukas Dhont                                   | Lukas Dhont, Angelo Tijssens                            | Léa Drucker, Émilie Dequenne, Kevin Janssens                           | Belgique     |
| Armageddon Time                                                                  | James Gray                                    | James Gray                                              | Anne Hathaway, Banks Repeta, Anthony Hopkins, Jeremy Strong            | États-Unis   |
| Les Bonnes Étoiles (브로커 - Beurokeo)                                           | Hirokazu Kore-eda                             | Hirokazu Kore-eda                                       | Song Kang-ho, Bae Doo-na, Lee Ji-eun                                   | Corée du Sud |
| Nostalgia                                                                        | Mario Martone                                 | Mario Martone, Ippolita Di Majo                         | Pierfrancesco Favino, Sofia Essaïdi, Tommaso Ragno                     | Italie       |
| R.M.N.                                                                           | Cristian Mungiu                               | Cristian Mungiu                                         | Marin Grigore, Judith State, Macrina Bârlădeanu                        | Roumanie     |
| Sans filtre (Triangle of Sadness)                                                | Ruben Östlund                                 | Ruben Östlund                                           | Harris Dickinson, Charlbi Dean, Woody Harrelson, Zlatko Burić          | Suède        |
| Decision to Leave (헤어질 결심 - Heeojil gyeolsim)                               | Park Chan-wook                                | Jeong Seo-kyeong, Park Chan-wook                        | Tang Wei, Park Hae-il, Lee Jeong-hyeon                                 | Corée du Sud |
| Showing Up                                                                       | Kelly Reichardt                               | Kelly Reichardt                                         | Michelle Williams, Hong Chau, Judd Hirsch, John Magaro                 | États-Unis   |
| Leila et ses frères (برادران لیلا)                                               | Saeed Roustayi                                | Saeed Roustayi                                          | Taraneh Alidoosti, Saeed Poursamimi, Navid Mohammadzadeh, Peyman Maadi | Iran         |
| La Conspiration du Caire (Walad Min Al Janna)                                    | Tarik Saleh                                   | Tarik Saleh                                             | Fares Fares, Tawfeek Barhom, Mehdi Dehbi                               | Suède        |
| La Femme de Tchaïkovski (Jena Tchaïkovskogo) (En compétition pour la Queer Palm) | Kirill Serebrennikov                          | Kirill Serebrennikov                                    | Odin Biron, Ekaterina Ermishina, Nikita Elenev                         | Russie       |
| Un petit frère                                                                   | Léonor Serraille                              | Léonor Serraille                                        | Annabelle Lengronne, Stéphane Bak, Ahmed Sylla                         | France       |
| Pacifiction (En compétition pour la Queer Palm)                                  | Albert Serra                                  | Albert Serra                                            | Benoît Magimel, Laura Poulvet, Sergi Lopez                             | Espagne      |
| Eo                                                                               | Jerzy Skolimowski                             | Jerzy Skolimowski, Ewa Piaskowska                       | Isabelle Huppert, Sandra Drzymalska, Mateusz Kosciukiewicz             | Pologne      |
| Les Huit Montagnes (Le otto montagne)                                            | Felix Van Groeningen, Charlotte Vandermeersch | Felix Van Groeningen, Charlotte Vandermeersch           | Luca Marinelli, Filippo Timi, Elena Lietti, Alessandro Borghi          | Belgique     |

#### Un certain regard
| Titre                                                                      | Réalisation                  | Pays              |
| -------------------------------------------------------------------------- | ---------------------------- | ----------------- |
| Les Pires (En compétition pour la Caméra d'or)                             | Lise Akoka et Romane Guéret  | France            |
| Burning Days (Kurak Günler) (En compétition pour la Queer Palm)            | Emin Alper                   | Turquie           |
| Plus que jamais                                                            | Emily Atef                   | France, Allemagne |
| Radio Metronom (En compétition pour la Caméra d'or)                        | Alexandru Belc               | Roumanie          |
| Retour à Séoul (All the People I’ll Never Be)                              | Davy Chou                    | France, Cambodge  |
| Sick of Myself                                                             | Kristoffer Borgli            | Norvège           |
| Domingo et la brume (Domingo y la Niebla)                                  | Ariel Escalante Meza         | Costa Rica        |
| Mediterranean Fever                                                        | Maha Haj                     | Palestine         |
| Plan 75 (En compétition pour la Caméra d'or)                               | Hayakawa Chie                | Japon             |
| War Pony (En compétition pour la Caméra d'or)                              | Riley Keough et Gina Gammell | États-Unis        |
| Corsage                                                                    | Marie Kreutzer               | Autriche          |
| Butterfly Vision (Bachennya Metelyka) (En compétition pour la Caméra d'or) | Maksim Nakonechnkyi          | Ukraine           |
| Harka (En compétition pour la Caméra d'or)                                 | Lotfy Nathan                 | France, Tunisie   |
| Godland (Vanskabte Land / Volada Land)                                     | Hlynur Pálmason              | Danemark          |
| Rodéo (En compétition pour la Caméra d'or et la Queer Palm)                | Lola Quivoron                | France            |
| Joyland (En compétition pour la Caméra d'or et la Queer Palm)              | Saim Sadiq                   | Pakistan          |
| Le Bleu du caftan (En compétition pour la Queer Palm)                      | Maryam Touzani               | Maroc             |
| The Silent Twins                                                           | Agnieszka Smoczyńska         | Pologne           |
| Tirailleurs (Film d'ouverture)                                             | Mathieu Vadepied             | France, Sénégal   |
| The Stranger                                                               | Thomas M. Wright             | Australie         |

#### Hors compétition
| Titre                                                          | Réalisation         | Pays       |
| -------------------------------------------------------------- | ------------------- | ---------- |
| Coupez ! (film d'ouverture)                                    | Michel Hazanavicius | France     |
| Mascarade                                                      | Nicolas Bedos       | France     |
| L'Innocent                                                     | Louis Garrel        | France     |
| Novembre                                                       | Cédric Jimenez      | France     |
| Top Gun: Maverick                                              | Joseph Kosinski     | États-Unis |
| Elvis                                                          | Baz Luhrmann        | Australie  |
| Trois mille ans à t'attendre (Three Thousand Years of Longing) | George Miller       | Australie  |

#### Séances de minuit
| Titre                                                | Réalisation                 | Pays         |
| ---------------------------------------------------- | --------------------------- | ------------ |
| Fumer fait tousser                                   | Quentin Dupieux             | France       |
| Rebel                                                | Adil El Arbi, Bilall Fallah | Belgique     |
| Hunt                                                 | Lee Jung-jae                | Corée du Sud |
| Moonage Daydream (En compétition pour la Queer Palm) | Brett Morgen                | États-Unis   |

#### Cannes Premières
| Titre                                                                 | Réalisation       | Pays    |
| --------------------------------------------------------------------- | ----------------- | ------- |
| Nos frangins                                                          | Rachid Bouchareb  | France  |
| Esterno notte (série)                                                 | Marco Bellocchio  | Italie  |
| Dodo (En compétition pour la Queer Palm)                              | Pános Koútras     | Grèce   |
| Irma Vep (série) (En compétition pour la Queer Palm)                  | Olivier Assayas   | France  |
| Chronique d’une liaison passagère (En compétition pour la Queer Palm) | Emmanuel Mouret   | France  |
| Don Juan                                                              | Serge Bozon       | France  |
| La Nuit du 12                                                         | Dominik Moll      | France  |
| As bestas                                                             | Rodrigo Sorogoyen | Espagne |

#### Cinéfondation
| Titre                                          | Réalisation       | École                                      | Pays        |
| ---------------------------------------------- | ----------------- | ------------------------------------------ | ----------- |
| Chlieb náš každodenný                          | Alica Bednáriková | FTF VŠMU                                   | Slovaquie   |
| Mumlife (En compétition pour la Queer Palm)    | Ruby Challenger   | AFTRS                                      | Australie   |
| Tout ceci vous reviendra                       | Lilian Fanara     | La Femis                                   | France      |
| Les humains sont cons quand ils s'empilent     | Laurène Fernandez | CinéFabrique                               | France      |
| Il Barbiere complottista                       | Valerio Ferrara   | Centro sperimentale di cinematografia      | Italie      |
| The Pass (En compétition pour la Queer Palm)   | Pepi Ginsberg     | Université de New York                     | États-Unis  |
| Sheherut                                       | Orin Kadoori      | Steve Tisch School of Film and Television  | Israël      |
| Nauha                                          | Pratham Khurana   | Whistling Woods International              | Inde        |
| Jutro Nas Tam Nie Ma                           | Olga Kłyszewicz   | École nationale de cinéma de Łódź          | Pologne     |
| Di Er                                          | Li Jiahe          | Hebei University of Science and Technology | Chine       |
| Feng Zheng (En compétition pour la Queer Palm) | Li Yingtong       | Emerson College                            | France      |
| Mistida                                        | Falcão Nhaga      | ESTC                                       | Portugal    |
| Glorious Revolution                            | Masha Novikova    | London Film School                         | Royaume-Uni |
| 100% Flået Kærlighed                           | Malthe Saxer      | École nationale de cinéma du Danemark      | Danemark    |
| Hajszálrepedés                                 | Blanka Szelestey  | Université Loránd Eötvös                   | Hongrie     |
| Spring Roll Dream                              | Mai Vu            | National Film and Television School        | Royaume-Uni |

#### Courts métrages
| Titre                                             | Réalisation         | Pays               |
| ------------------------------------------------- | ------------------- | ------------------ |
| Tsutsuɛ                                           | Amartei Armar       | Ghana France       |
| Po Sui Tai Yang Zhi Xin                           | Bi Gan              | Chine              |
| Lori                                              | Abinash Bikram Shah | Népal Hong Kong    |
| Hai Bian Sheng Qi Yi Zuo Xuan Ya                  | Story Chen          | Chine              |
| Uogos                                             | Vytautas Kaskus     | Lituanie Italie    |
| Same Old                                          | Lloyd Lee Choi      | États-Unis         |
| Le Feu au lac (En compétition pour la Queer Palm) | Pierre Menahem      | France             |
| Gakjil (En compétition pour la Queer Palm)        | Sujin Moon          | Corée du Sud       |
| Lumière de nuit (Luz Nocturna)                    | Kim Torres          | Costa Rica Mexique |

#### Séances spéciales
| Titre                                                                                              | Réalisation                                   | Pays              |
| -------------------------------------------------------------------------------------------------- | --------------------------------------------- | ----------------- |
| Tout ce que nous respirons                                                                         | Shaunak Sen                                   | Inde              |
| For the Sake of Peace (En compétition pour la Caméra d'or)                                         | Christophe Castagne et Thomas Sametin         | États-Unis France |
| Marcel ! (En compétition pour la Caméra d'or)                                                      | Jasmine Trinca                                | Italie            |
| Mariupolis 2                                                                                       | Mantas Kvedaravičius                          | Lituanie          |
| The Natural History of Destruction                                                                 | Sergei Loznitsa                               | Ukraine           |
| Jerry Lee Lewis: Trouble in Mind                                                                   | Ethan Coen                                    | États-Unis        |
| Mon pays imaginaire (Mi pais imaginario)                                                           | Patricio Guzmán                               | Chili             |
| Riposte féministe (En compétition pour la Caméra d'or et la Queer Palm)                            | Marie Perennès et Simon Depardon              | France            |
| Salam                                                                                              | Mélanie Diam's, Houda Benyamina et Anne Cissé | France            |
| Le Petit Nicolas : Qu'est-ce qu'on attend pour être heureux ? (En compétition pour la Caméra d'or) | Amandine Fredon et Benjamin Massoubre         | France            |
| The Vagabonds (En compétition pour la Caméra d'or)                                                 | Doroteya Droumeva                             | Allemagne         |
| Traces (Restos do vento)                                                                           | Tiago Guedes                                  | Portugal          |

#### Cannes Classics

##### Fictions
| Titre                                                            | Réalisation                 | Pays                    | Date |
| ---------------------------------------------------------------- | --------------------------- | ----------------------- | ---- |
| Le Dieu noir et le Diable blond (Deus e o Diabo na Terra do Sol) | Glauber Rocha               | Brésil                  | 1964 |
| Les Rites de mai (Itim)                                          | Mike De Leon                | Philippines             | 1976 |
| La Dernière Valse (The Last Waltz)                               | Martin Scorsese             | États-Unis              | 1978 |
| La Maman et la Putain                                            | Jean Eustache               | France                  | 1972 |
| Poil de Carotte                                                  | Julien Duvivier             | France                  | 1932 |
| L'Adversaire (Pratidwandi)                                       | Satyajit Ray                | Inde                    | 1970 |
| Sciuscià                                                         | Vittorio De Sica            | Italie                  | 1946 |
| Les Petites Marguerites (Sedmikrásky)                            | Věra Chytilová              | Tchécoslovaquie         | 1966 |
| Si j'étais un espion                                             | Bertrand Blier              | France                  | 1967 |
| Chantons sous la pluie (Singin' in the Rain)                     | Gene Kelly et Stanley Donen | États-Unis              | 1952 |
| The Circus Tent (Thampu)                                         | Aravindan Govindan          | Inde                    | 1978 |
| Le Procès (The Trial)                                            | Orson Welles                | Allemagne France Italie | 1962 |
| Viva la muerte                                                   | Fernando Arrabal            | France Tunisie          | 1971 |

##### Documentaires
| Titre                                                                                       | Réalisateur | Pays                    | Sujet                                                                       |
| ------------------------------------------------------------------------------------------- | --- | ----------------------- | --------------------------------------------------------------------------- |
| Gérard Philipe, le dernier hiver du Cid                                                     | Patrick Jeudy | France                  | Gérard Philipe                                                              |
| Hommage d'une fille à son père                                                              | Fatou Cissé | Mali                    | Souleymane Cissé                                                            |
| Jane Campion, la femme cinéma                                                               | Julie Bertuccelli | France                  | Jane Campion                                                                |
| The Last Movie Stars: Episodes 3 & 4                                                        | Ethan Hawke | États-Unis              | Joanne Woodward et Paul Newman                                              |
| Le film officiel des Jeux Olympiques (Official Film of the Olympic Games Tokyo 2020 Side A) | Naomi Kawase | Japon                   | Jeux olympiques de Tokyo, du point de vue des athlètes                      |
| L'Ombre de Goya par Jean-Claude Carrière                                                    | José Luis López-Linares                                                                                                   | France Espagne Portugal | Goya raconté par Jean-Claude Carrière                                       |
| Patrick Dewaere, mon héros                                                                  | Alexandre Moix | France                  | Patrick Dewaere                                                             |
| Romy femme libre                                                                            | Lucie Cariès et Clémentine Déroudille                                                                                     | France                  | Romy Schneider                                                              |
| Tres en la deriva del acto creativo                                                         | Fernando Solanas | Argentine               | Luis Felipe Noé (père de Gaspar Noé), Eduardo Pavlovsky et Fernando Solanas |
| Les Huit Visions (Visions of Eight)                                                         | Miloš Forman, Iouri Ozerov, Claude Lelouch, Mai Zetterling, Michael Pfleghar, Kon Ichikawa, Arthur Penn, John Schlesinger | Allemagne États-Unis    | Film officiel des jeux olympiques de Munich 1972                            |

#### Cinéma de la plage
Accès libre à tous les publics à 21 h 30 sur la plage Macé de la Croisette 43° 33′ 01″ N, 7° 01′ 19″ E,
| Titre                      | Réalisation                             | Pays                                           | Année | Date            |
| -------------------------- | --------------------------------------- | ---------------------------------------------- | ----- | --------------- |
| The Truman Show            | Peter Weir                              | États-Unis                                     | 1998  | mardi 17 mai    |
| Spinal Tap                 | Rob Reiner                              | États-Unis                                     | 1984  | mercredi 18 mai |
| Le Pacte des loups         | Christophe Gans                         | France                                         | 2001  | jeudi 19 mai    |
| Est-Ouest                  | Régis Wargnier                          | Russie / Ukraine / Bulgarie / France / Espagne | 1999  | vendredi 20 mai |
| Le Parrain                 | Francis Ford Coppola                    | États-Unis                                     | 1972  | samedi 21 mai   |
| Un singe en hiver          | Henri Verneuil                          | France                                         | 1962  | dimanche 22 mai |
| La Cour des miracles       | Carine May Hakim Zouhani                | France                                         | 2022  | lundi 23 mai    |
| Ballroom Dancing           | Baz Luhrmann                            | Australie                                      | 1992  | mardi 24 mai    |
| Christophe… définitivement | Ange Leccia Dominique Gonzalez-Foerster | France                                         | 2022  | mercredi 25 mai |
| E.T., l'extra-terrestre    | Steven Spielberg                        | États-Unis                                     | 1982  | jeudi 26 mai    |
| Fanfan la Tulipe           | Christian-Jaque                         | France                                         | 1952  | vendredi 27 mai |
| La Dernière Séance         | Peter Bogdanovich                       | États-Unis                                     | 1971  | samedi 28 mai   |

### Quinzaine des réalisateurs

#### Longs métrages
| Titre                                                                   | Réalisation                              | Pays                      |
| ----------------------------------------------------------------------- | ---------------------------------------- | ------------------------- |
| L'Envol (Le vele scarlatte) (film d’ouverture)                          | Pietro Marcello                          | France Italie             |
| Chili 1976                                                              | Manuela Martelli                         | Chili                     |
| The Water (El agua) (En compétition pour la Caméra d'or)                | Elena López Riera                        | Espagne                   |
| Le Barrage (Al-Sadd) (En compétition pour la Caméra d'or)               | Ali Cherri                               | Liban                     |
| Les Années Super 8 (En compétition pour la Caméra d'or)                 | Annie Ernaux et David Ernaux-Briot       | France                    |
| Ashkal                                                                  | Youssef Chebbi                           | Tunisie                   |
| Les Cinq Diables (En compétition pour la Queer Palm)                    | Léa Mysius                               | France                    |
| De Humani Corporis Fabrica                                              | Véréna Paravel et Lucien Castaing-Taylor | France Suisse             |
| La Dérive des continents (au sud) (En compétition pour la Queer Palm)   | Lionel Baier                             | Suisse                    |
| Enys Men                                                                | Mark Jenkin                              | Royaume-Uni               |
| Falcon Lake (En compétition pour la Caméra d'or)                        | Charlotte Le Bon                         | France Canada             |
| Feu follet (Fogo-fátuo) (En compétition pour la Queer Palm)             | João Pedro Rodrigues                     | Portugal                  |
| Funny Pages (En compétition pour la Caméra d'or)                        | Owen Kline                               | États-Unis                |
| God's Creatures                                                         | Saela Davis et Anna Rose Holmer          | Irlande Royaume-Uni       |
| Les Harkis                                                              | Philippe Faucon                          | France                    |
| La Montagne                                                             | Thomas Salvador                          | France                    |
| Pamfir                                                                  | Dmytro Sukholytkyy-Sobchuk               | Ukraine France Luxembourg |
| Revoir Paris                                                            | Alice Winocour                           | France                    |
| Sous les figues (Taht Alshajra) (En compétition pour la Caméra d'or)    | Erige Sehiri                             | Tunisie                   |
| Un beau matin                                                           | Mia Hansen-Løve                          | France                    |
| A Male (Un varón) (En compétition pour la Caméra d'or et la Queer Palm) | Fabian Hernández                         | Colombie                  |
| Le Parfum vert (film de clôture)                                        | Nicolas Pariser                          | France                    |

#### Séances spéciales
| Titre | Réalisation  | Pays       |
| ----- | ------------ | ---------- |
| Men   | Alex Garland | États-Unis |

### Semaine de la critique

#### Longs métrages
| Titre                                                                                        | Réalisation           | Pays        |
| -------------------------------------------------------------------------------------------- | --------------------- | ----------- |
| Aftersun (en compétition pour la Caméra d'or)                                                | Charlotte Wells       | Royaume-Uni |
| Alma Viva (en compétition pour la Caméra d'or)                                               | Cristèle Alves Meira  | Portugal    |
| Dalva (en compétition pour la Caméra d'or)                                                   | Emmanuelle Nicot      | Belgique    |
| L'Eden (La Jauría) (en compétition pour la Caméra d'or)                                      | Andrés Ramírez Pulido | Colombie    |
| Nos cérémonies (en compétition pour la Caméra d'or)                                          | Simon Rieth           | France      |
| Imagine (en compétition pour la Caméra d'or)                                                 | Ali Behrad            | Iran        |
| L'Etrange histoire du coupeur de bois (Metsurin tarina) (en compétition pour la Caméra d'or) | Mikko Myllylahti      | Finlande    |

#### Courts métrages
| Titre | Réalisation                  | Pays                                   |
| --- | ---------------------------- | -------------------------------------- |
| Canker | Lien Tu                      | Chine                                  |
| Chords (Cuerdas) | Estibaliz Urresola Solaguren | Espagne                                |
| Regarde moi (Dang Wo Wang Xiang Ni De Shi Hou) (En compétition pour la Queer Palm)                                  | Shuli Huang                  | Chine                                  |
| Ice Merchants | João Gonzalez                | Portugal Royaume-Uni France            |
| It's Nice in Here                                                                                                   | Robert-Jonathan Koeyens      | Pays-Bas                               |
| Les Créatures qui fondent au soleil (Las criaturas que se derriten bajo el sol) (En compétition pour la Queer Palm) | Diego Céspedes               | Chili France                           |
| I Didn't Make It to Love Her (Nisam je stigao voljeti)                                                              | Anna Fernandez de Paco       | Bosnie-Herzégovine Espagne Royaume-Uni |
| Sur le trône de Xerxès (Στον Θρόνο του Ξέρξη) (En compétition pour la Queer Palm)                                   | Évi Kalogirópoulou           | Grèce                                  |
| Raie Manta | Anton Bialas                 | France                                 |
| Swan dans le centre (En compétition pour la Queer Palm)                                                             | Iris Chassaigne              | France                                 |

#### Séances spéciales
| Titre                                                                                   | Réalisation      | Pays         |
| --------------------------------------------------------------------------------------- | ---------------- | ------------ |
| When You Finish Saving the World (film d'ouverture, en compétition pour la Caméra d'or) | Jesse Eisenberg  | États-Unis   |
| Goutte d'Or                                                                             | Clément Cogitore | France       |
| Tout le monde aime Jeanne (en compétition pour la Caméra d'or)                          | Céline Devaux    | France       |
| About Kim Sohee (Daeum Sohee) (film de clôture)                                         | July Jung        | Corée du Sud |

##### Courts métrages
| Titre                                       | Réalisation   | Pays                                 |
| ------------------------------------------- | ------------- | ------------------------------------ |
| Amo                                         | Emmanuel Gras | France                               |
| Hideous (En compétition pour la Queer Palm) | Yann Gonzalez | Royaume-Uni                          |
| Scale                                       | Joseph Pierce | France Royaume-Uni Tchéquie Belgique |

### Programmation ACID
| Titre                     | Réalisation                       | Pays             |
| ------------------------- | --------------------------------- | ---------------- |
| 99 Moons                  | Jan Gassmann                      | Suisse           |
| Atlantic Bar              | Fanny Molins                      | France           |
| La Colline                | Denis Gheerbrant et Lina Tsrimova | France Belgique  |
| Grand Paris               | Martin Jauvat                     | France           |
| How to Save a Dead Friend | Marusya Syroechkovskaya           | Suède            |
| Jacky Caillou             | Lucas Delangle                    | France           |
| Magdala                   | Damien Manivel                    | France           |
| Polaris                   | Ainara Vera                       | France Groenland |
| Yamabuki                  | Juichiro Yamasaki                 | Japon France     |

## Palmarès

### Palmarès officiel

#### Compétition
| Prix                              | Attribué à                                                                               | Pays         |
| --------------------------------- | ---------------------------------------------------------------------------------------- | ------------ |
| Palme d'or                        | Sans filtre (Triangle of Sadness) de Ruben Östlund                                       | Suède        |
| Grand prix (ex-æquo)              | Close de Lukas Dhont                                                                     | Belgique     |
| Grand prix (ex-æquo)              | Stars at Noon de Claire Denis                                                            | France       |
| Prix du 75e Festival de Cannes    | Tori et Lokita de Jean-Pierre et Luc Dardenne                                            | Belgique     |
| Prix de la mise en scène          | Park Chan-wook pour Decision to Leave (Heeojil gyeolsim)                                 | Corée du Sud |
| Prix d'interprétation masculine   | Song Kang-ho dans Les Bonnes Étoiles (브로커 - Beurokeo)                                 | Corée du Sud |
| Prix d'interprétation féminine    | Zar Amir Ebrahimi dans Les Nuits de Mashhad (Holy Spider)                                | Iran France  |
| Prix du scénario                  | Tarik Saleh pour La Conspiration du Caire (Walad Min Al Janna)                           | Suède        |
| Prix du jury (ex-æquo)            | Eo de Jerzy Skolimowski                                                                  | Pologne      |
| Prix du jury (ex-æquo)            | Les Huit Montagnes (Le otto montagne) de Felix Van Groeningen et Charlotte Vandermeersch | Belgique     |
| Palme d'or du court métrage       | The Water Murmurs (Hai Bian Sheng Qi Yi Zuo Xuan Ya) de Chen Jianying                    | Chine        |
| Mention spéciale du court-métrage | Lori de Abinash Bikram Shah                                                              | Népal        |
| Palme d'honneur                   | Forest Whitaker                                                                          | États-Unis   |
| Palme d'honneur                   | Tom Cruise                                                                               | États-Unis   |

#### Caméra d'or
| Prix                               | Attribué à                               | Pays       |
| ---------------------------------- | ---------------------------------------- | ---------- |
| Caméra d'or                        | War Pony de Riley Keough et Gina Gammell | États-Unis |
| Mention spéciale de la Caméra d'or | Plan 75 de Hayakawa Chie                 | Japon      |

#### Un certain regard
| Prix                                | Attribué à                                                | Pays            |
| ----------------------------------- | --------------------------------------------------------- | --------------- |
| Prix Un certain regard              | Les Pires de Lise Akoka et Romane Gueret                  | France          |
| Prix du Jury                        | Joyland de Saim Sadiq                                     | Pakistan        |
| Prix de la mise en scène            | Alexandru Belc pour Metronum                              | Roumanie        |
| Prix de la meilleure interprétation | Vicky Krieps dans Corsage Adam Bessa dans Harka (ex-æquo) | Autriche France |
| Prix du meilleur scénario           | Mediterranean Fever de Maha Haj                           | Palestine       |
| Coup de cœur du Jury                | Rodéo de Lola Quivoron                                    | France          |

#### Cinéfondation
| Prix     | Attribué à                                                      | École                                      | Pays        |
| -------- | --------------------------------------------------------------- | ------------------------------------------ | ----------- |
| 1er prix | Il Barbiere complottista de Valerio Ferrara                     | Centro sperimentale di cinematografia      | Italie      |
| 2e prix  | Di Er de Li Jiahe                                               | Hebei University of Science and Technology | Chine       |
| 3e prix  | Glorious Revolution de Masha Novikova                           | London Film School                         | Royaume-Uni |
| 3e prix  | Les humains sont cons quand ils s'empilent de Laurène Fernandez | CinéFabrique                               | France      |

### Quinzaine des réalisateurs
| Prix                 | Attribué à                       | Pays       |
| -------------------- | -------------------------------- | ---------- |
| Prix SACD            | La Montagne de Thomas Salvador   | France     |
| Label Europa Cinemas | Un beau matin de Mia Hansen-Løve | France     |
| Carrosse d'or        | Kelly Reichardt                  | États-Unis |

### Semaine de la critique
| Prix                                              | Attribué à                                                         | Pays        |
| ------------------------------------------------- | ------------------------------------------------------------------ | ----------- |
| Grand prix Nespresso de la semaine de la critique | La Meute (La Jauría) d'Andrés Ramírez Pulido                       | Colombie    |
| Prix French Touch du Jury                         | Aftersun de Charlotte Wells                                        | Royaume-Uni |
| Prix Louis Roederer de la révélation              | Zelda Samson pour Dalva d'Emmanuelle Nicot                         | Belgique    |
| Prix SACD                                         | Andrés Ramírez Pulido pour La Meute (La Jauría)                    | Colombie    |
| Aide Fondation Gan pour la diffusion              | The Woodcutter Story (Metsurin tarina) de Mikko Myllylahti         | Finlande    |
| Prix Découverte Leitz Cine du court métrage       | Ice Merchants de João Gonzalez                                     | Portugal    |
| Prix Canal+ du court métrage                      | Sur le trône de Xerxès (Στον Θρόνο του Ξέρξη) d’Évi Kalogirópoulou | Grèce       |

### Autres prix
| Prix                             | Prix                                    | Attribué à                                                      | Pays        |
| -------------------------------- | --------------------------------------- | --------------------------------------------------------------- | ----------- |
| Prix FIPRESCI                    | Compétition                             | Leila et ses frères (برادران لیلا) de Saeed Roustayi            | Iran        |
| Prix FIPRESCI                    | Un certain regard                       | Le Bleu du caftan de Maryam Touzani                             | Maroc       |
| Prix FIPRESCI                    | Semaine de la critique                  | Dalva de Emmanuelle Nicot                                       | Belgique    |
| Prix du jury œcuménique          | Prix du jury œcuménique                 | Les Bonnes Étoiles (브로커 - Beurokeo) de Hirokazu Kore-eda     | Japon       |
| L'Œil d'or                       | L'Œil d'or                              | Tout ce que nous respirons (All That Breathes) de Shaunak Sen   | Inde        |
| L'Œil d'or                       | Prix spécial du Jury                    | Mariupolis 2 de Mantas Kvedaravičius                            | Lituanie    |
| Prix François-Chalais            | Prix François-Chalais                   | Boy from Heaven (Walad min al janna) de Tarik Saleh             | Suède       |
| Queer Palm                       | Queer Palm                              | Joyland de Saim Sadiq                                           | Pakistan    |
| Queer Palm                       | Queer Palm du court-métrage             | Regarde moi (Dang Wo Wang Xiang Ni De Shi Hou) de Shuli Huang   | Chine       |
| Prix de l'AFCAE                  | Prix de l'AFCAE                         | Sans filtre (Triangle of Sadness) de Ruben Östlund              | Suède       |
| Prix de l'AFCAE                  | Mention spéciale                        | Eo de Jerzy Skolimowski                                         | Pologne     |
| Cannes Soundtrack Award          | Disque d'or                             | Pawel Mykietyn pour Eo                                          | Pologne     |
| Prix de la Citoyenneté           | Prix de la Citoyenneté                  | Leila et ses frères (برادران لیلا) de Saeed Roustayi            | Iran        |
| Prix du Cinéma positif           | Prix du Cinéma positif                  | Tori et Lokita de Jean-Pierre et Luc Dardenne                   | Belgique    |
| Prix Ecoprod                     | Prix Ecoprod                            | La Cour des miracles de Carine May et Hakim Zouhani             | France      |
| Prix Ecoprod                     | Prix du jury                            | Sous les figues (Taht Alshajra) de Erige Sehiri                 | Tunisie     |
| Prix CST de l'Artiste-Technicien | Prix CST de l'Artiste-Technicien        | L'ensemble de l'équipe Son de Sans filtre (Triangle of Sadness) | Suède       |
| Prix CST de l'Artiste-Technicien | Prix de la jeune technicienne de cinéma | Marion Burger, cheffe décoratrice de Un petit frère             | France      |
| Palme Dog                        | Palme Dog                               | Brit dans War Pony                                              | États-Unis  |
| Palme Dog                        | Grand Prix du Jury                      | Marcel dans Marcel !                                            | Italie      |
| Palme Dog                        | Grand Prix du Jury                      | Sheepdog dans Godland                                           | Islande     |
| Palme Dog                        | DogManitarian Award                     | Patron pour son service durant le Conflit russo-ukrainien       | Ukraine     |
| Prix Pierre-Angénieux            | Prix Pierre-Angénieux                   | Darius Khondji                                                  | France Iran |
| Trophée Chopard                  | Révélation féminine                     | Sheila Atim                                                     | Royaume-Uni |
| Trophée Chopard                  | Révélation masculine                    | Jack Lowden                                                     | Royaume-Uni |